# Non escludo il ritorno
Non escludo il ritorno è un film del 2014, diretto da Stefano Calvagna, in precedenza provvisoriamente intitolato Califano... L'ultimo concerto.

## Produzione
La sceneggiatura è stata scritta con la collaborazione degli amici più intimi che Franco Califano ha avuto negli ultimi anni della sua vita, amici fra i quali figura lo stesso Stefano Calvagna, che è anche stato voluto dal cantautore alla regia del suo primo concerto ripreso e pubblicato in DVD, Franco Califano anniversario, in occasione dei suoi 70 anni. Questo ha permesso di portare in scena una storia fedele alla realtà dei fatti, in alcuni punti del tutto inedita al grande pubblico.
Il titolo è lo stesso del brano presentato dall'artista al Festival di Sanremo 2005 e dell'album pubblicato nello stesso anno.

## Distribuzione
Il film è uscito nelle sale cinematografiche il 6 novembre 2014.